# پژمردگی فوزاریم
پژمردگی فوزاریم یا پلاسیدگی آوندها بیماری شایع قارچی است که علائمی شبیه پژمردگی ورتیسیلیومی از خود نشان می‌دهد. پاتوژن بیماری پژمردگی فوزاریم فیوزاریم آکسیسپورم است. مجموعه گونه های Fusarium oxysporum (FOSC) شامل بسیاری از سویه هاست که باعث بیماری های پژمردگی عروقی محصولات مهم اقتصادی در سراسر جهان می شود. اگرچه تولید مثل جنسی در FOSC ناشناخته است، انتقال افقی ژن ممکن است به تنوع مشاهده شده در سویه های بیماری زا کمک کند. توسعه بیماری در یک محصول حساس مستلزم پیشرفت F. oxysporum از طریق یک سری انتقال است که با جوانه زدن هاگ شروع می شود و با ایجاد عفونت سیستمیک به اوج می رسد. در اصل، هر انتقال فرصتی برای تأثیرگذاری بر خطر بیماری است. این شامل تغییراتی در جامعه میکروبی در خاک است که می تواند بر توانایی تکثیر پاتوژن ها برای بقا، جوانه زدن و آلوده کردن ریشه های گیاه تأثیر بگذارد. علاوه بر این، بسیاری از ویژگی‌های میزبان، از جمله ترکیب ترشحات ریشه، ساختار قشر ریشه، و ظرفیت تشخیص و پاسخ سریع به رشد مهاجم یک پاتوژن، می‌توانند مانع از رشد F. oxysporum شوند.

## علائم و میزبان
پاتوژن بیماری‌زای قارچی فیوزاریم آکسیسپورم روی میزبانهای مختلفی در هر سنی تأثیر می‌گذارد. گوجه‌فرنگی، توتون، حبوبات، کدو، سیب‌زمینی شیرین و موز تنها چند مورد از گیاهان حساس هستند، اما این قارچ روی گیاهان علفی دیگر هم تأثیر دارد. فیوزاریم آکسیسپورم علائمی مانند پژمردگی، کلروز، فساد بافت، افتادن برگ قبل از کامل شدن، قهوه‌ای شدن سیستم آوندی، بازماندن از رشد و مرگ گیاهچه تولید می‌کند. مهمترین این علایم پژمردگی آوندها است.